# Кільцеві дороги Кракова

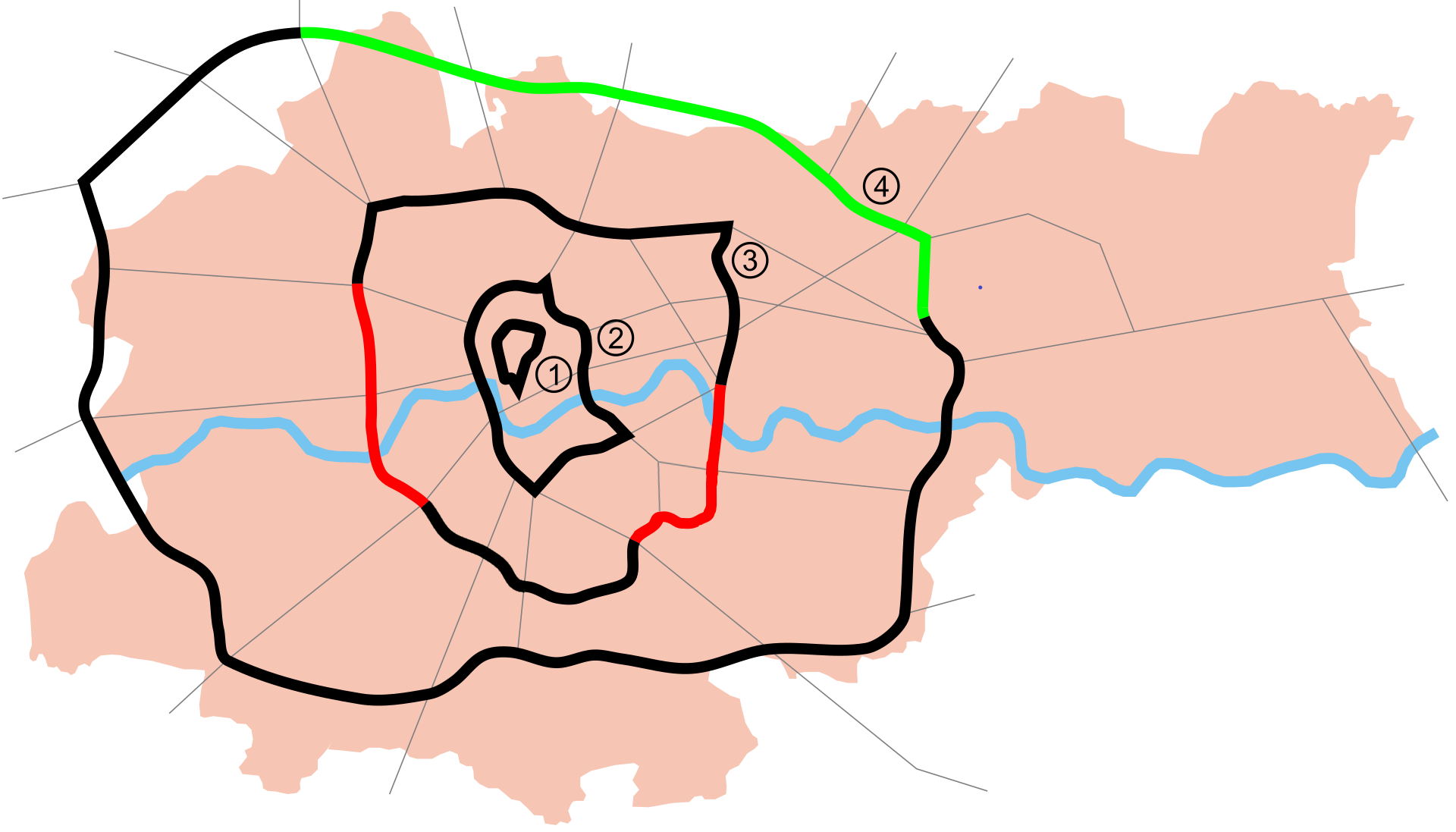
Обійстя Кракова: існуючі, будуються та плановані (станом на вересень 2023 р.).

Обійстя Кракова, Кільцеві дороги Кракова (пол. Obwodnice Krakowa)– історичні, сучасні та сплановані ланцюжки вулиць і доріг, що оточують центр Кракова у формі кільця. Вони складають набір із чотирьох концентричних міських кільцевих доріг.
Наразі повністю закриті лише I та II кільце. Проект усіх чотирьох кільцевих доріг вважається концептуально взірцевим, оскільки в кінцевому підсумку обслуговуватиме все місто.

## І обійстя

І обійстя

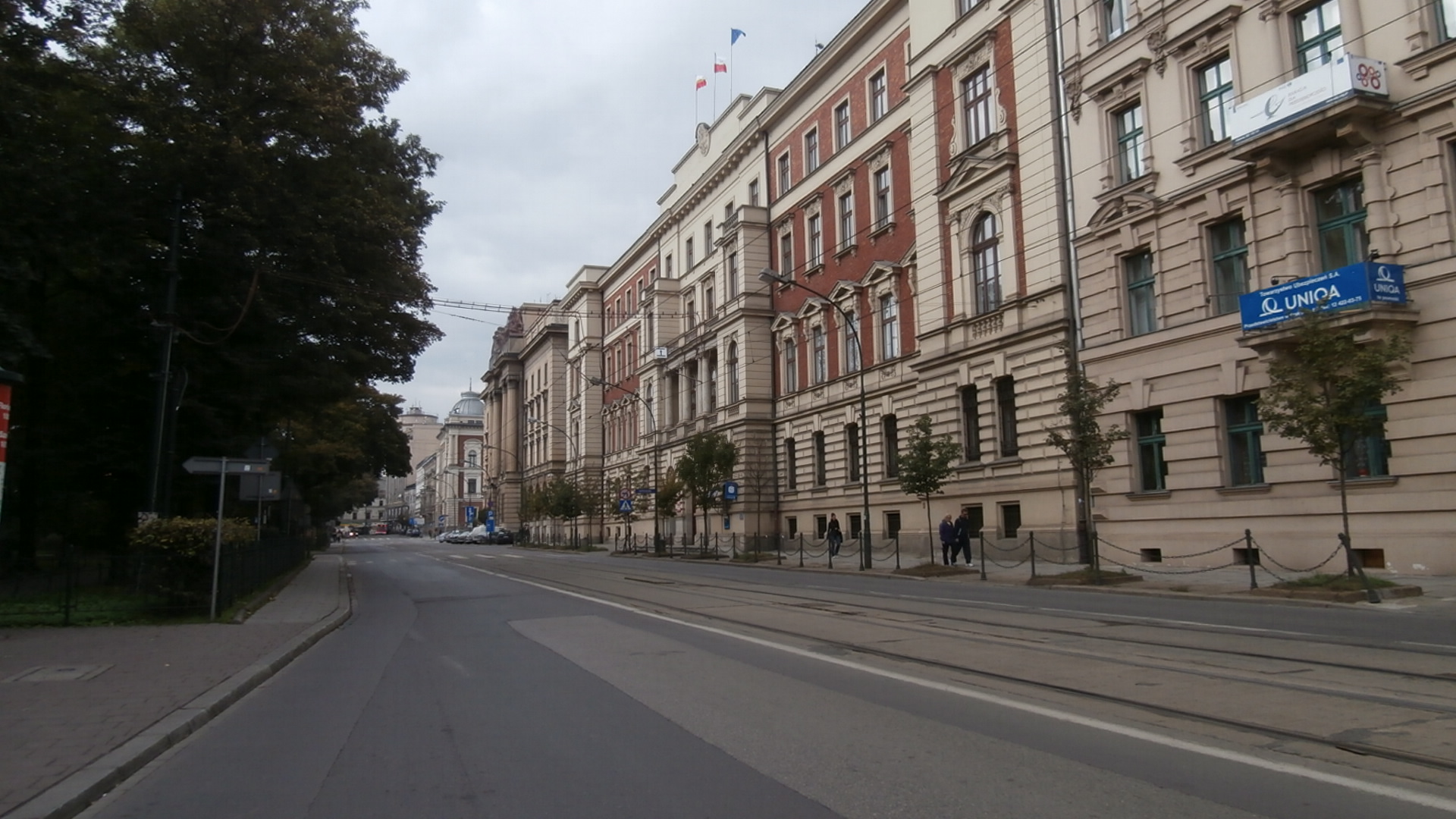
Вулиця Баштова на I обійсті

У Кракові перша кільцева дорога – це ряд вулиць, що оточують Старе місто вздовж парку Планти. Рух на ділянці всередині першої кільцевої дороги суворо обмежений – проїзд лише мешканцям, міським службам та обмежено магазинам. Сама кільцева також характеризується численними обмеженнями руху, переважно транзитного, і місто планує посилити ці обмеження. По більшості кільцевих вулиць проходять численні трамвайні та автобусні маршрути, що покращує комунікацію у цьому місці.
Це обійстя, як і Краківські планти, було побудоване на місці колишніх оборонних стін міста та прилеглих ровів.

### Список вулиць
Список вулиць, які складають першу кільцеву дорогу (за годинниковою стрілкою):
- вул. Святого Ідзі (ul. św. Idziego)(обмеження руху в одному напрямку)
- вул. Подзамче (ul. Podzamcze) (обмеження руху в одному напрямку)
- вул. Ф. Страшевського (ul. F. Straszewskiego)(односторонній рух на ділянці вул.)
- вул. Подвале (ul. Podwale)(обмеження руху на ділянці вулиці та односторонній рух по всій вулиці)
- вул. Ю. Дунаєвського (ul. J. Dunajewskiego) (обмеження руху та односторонній рух)
- вул. Баштова (ul. Basztowa) (обмеження руху на ділянці та односторонній рух по всій вулиці)
- вул. Вестерплатте (ul. Westerplatte)
- вул. Святої Гертруди (ul. św. Gertrudy)

## ІІ обійстя

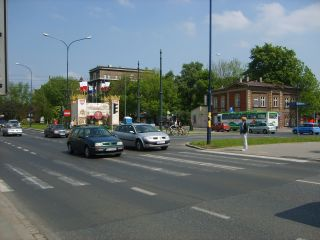
Алеї Трьох Пророків

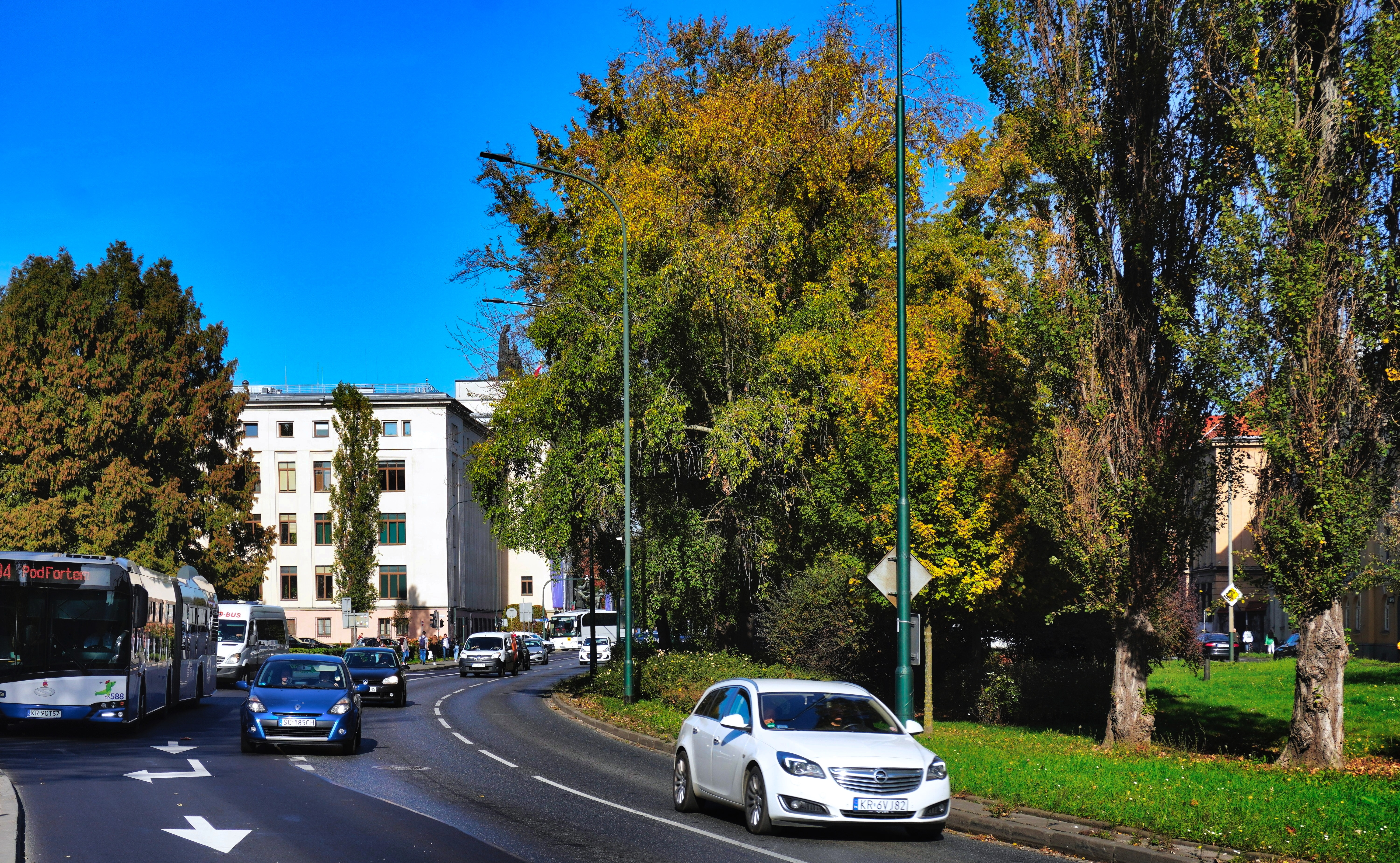
Алея Адама Міцкевича вздовж II кільцевої дороги Кракова

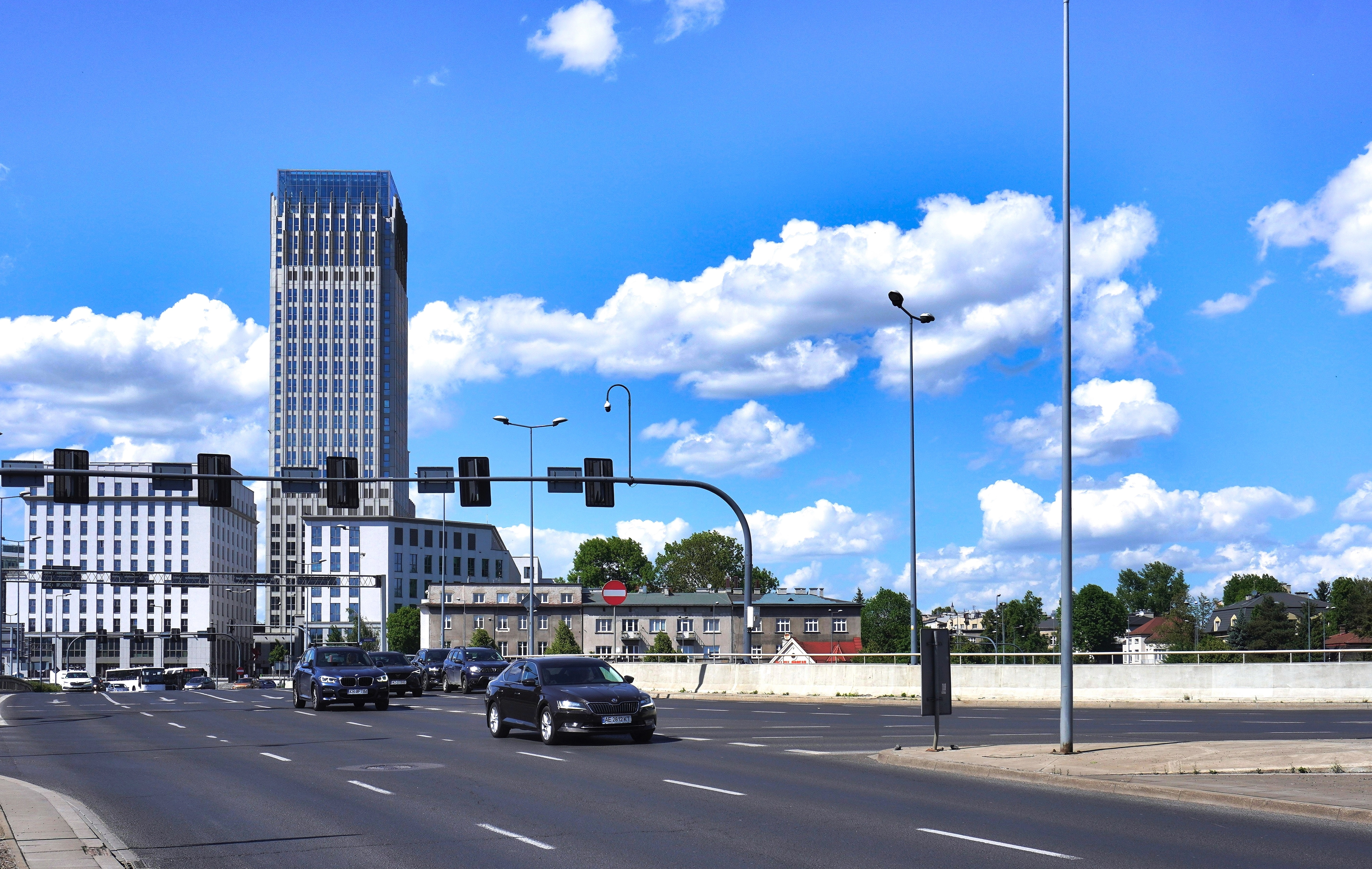
рондо Могильське

Друга кільцева дорога Кракова оточує більшу частину дільниці I Старе місто, а також старе Подґуже та частково Гжеґужкі. Найхарактернішою його ділянкою є алеї Трьох пророків. Це головна комунікаційна артерія в центрі міста та єдина повноцінно проїзна кільцева дорога. Закриття її мало місце у грудні 2004 року з відкриттям вул. Віта Ствоша біля Краківського комунікаційного центру. Вона складається з серії вулиць, щонайменше з двома смугами, часто з додатковою смугою, призначеною для громадського транспорту.
Значна частина цього обійстя на північ від Вісли побудована на місці колишніх фортифікаційних ліній Краківської фортеці ХІХ ст.

### Список вулиць
Перелік вулиць, що складають другу кільцеву дорогу (за годинниковою стрілкою):
- вул. М. Конопницької (ul. M. Konopnickiej) з тунелем під рондо Грюнвальдське (Rondo Grunwaldzke)
- Дембницький міст (Most Dębnicki)
- Алея З. Красінського (Aleja Z. Krasińskiego)
- Алея А. Міцкевича (Aleja A. Mickiewicza)
- Алея Ю. Словацького (Aleja J. Słowackiego)
- віадук над вул. Варшавською (ul. Warszawska) і залізничною колією (1977)
- Алея 29 листопада (Aleją 29 Listopada) (відрізок)
- вул. В. Ствоша (ul. W. Stwosza) (2004)
- вул. А. Любомирського (ul. A. Lubomirskiego)
- рондо Могильське (Rondo Mogilskie)
- алея Варшавського повстання (Aleja Powstania Warszawskiego)
- рондо Гжегожецьке (Rondo Grzegórzeckie)
- вул. Котлярська (ul. Kotlarska)
- Котлярський міст (2001)
- вул. Г. Герлінга-Грудзінського (ul. G. Herlinga-Grudzińskiego) (2002)
- вул. С. Клімецького (ul. S. Klimeckiego)
- ал. Великопольських повстанців (al. Powstańców Wielkopolskich)
- естакада ім. Оборонців Львова над вул. Велицка (ul. Wielicka) (тільки в одному напрямку; 2003)
- алея Сілезьких повстанців (Aleja Powstańców Śląskich)
- вул. Г. Каменського (ul. H. Kamieńskiego ) (епізод)
- рондо Матечного (Rondo Matecznego)

## 3 обійстя

III кільцева дорога з розв'язками

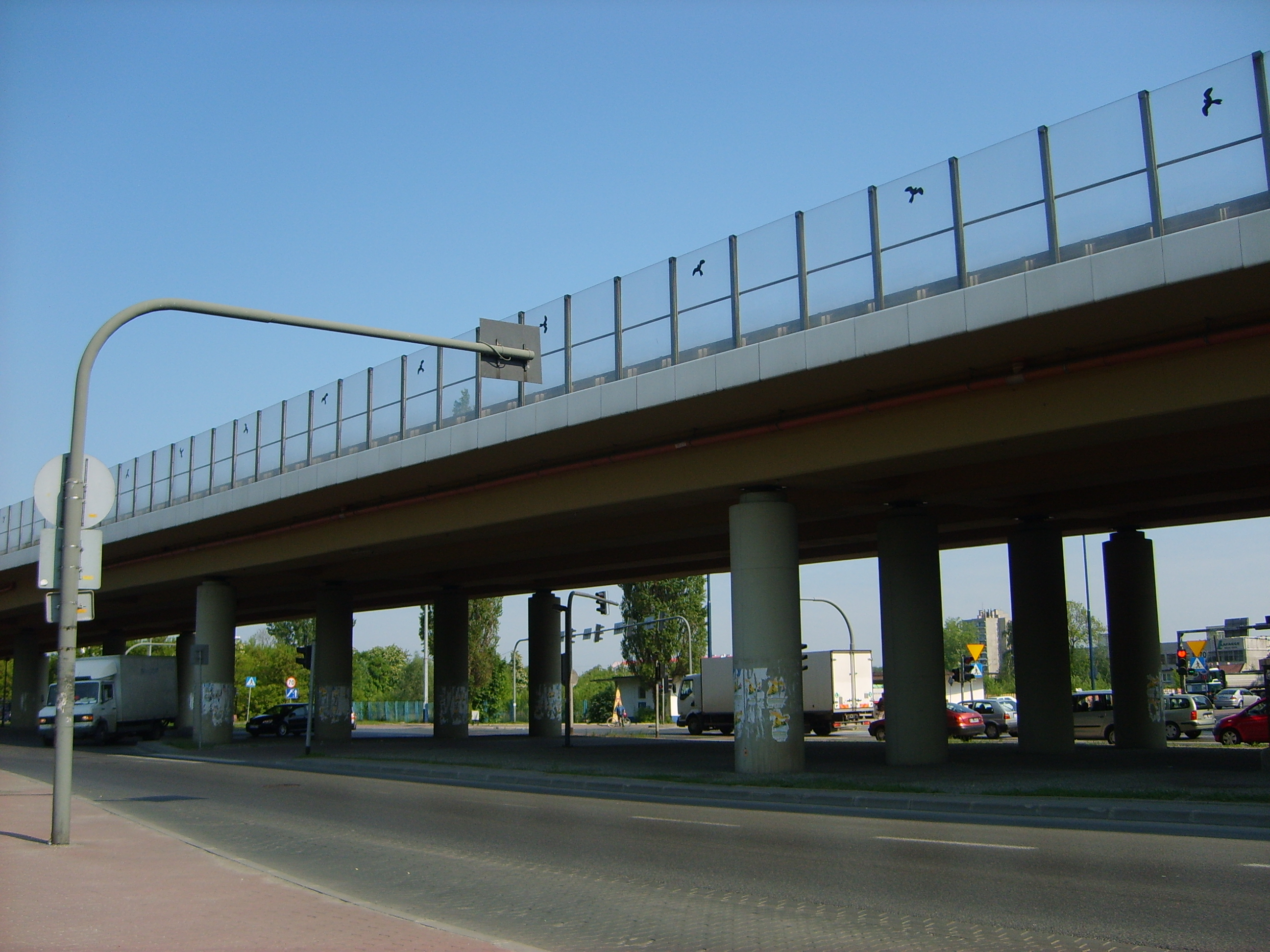
Естакада ім. ген. Тадеуша Розвадовського над Алея 29 листопада (2007)

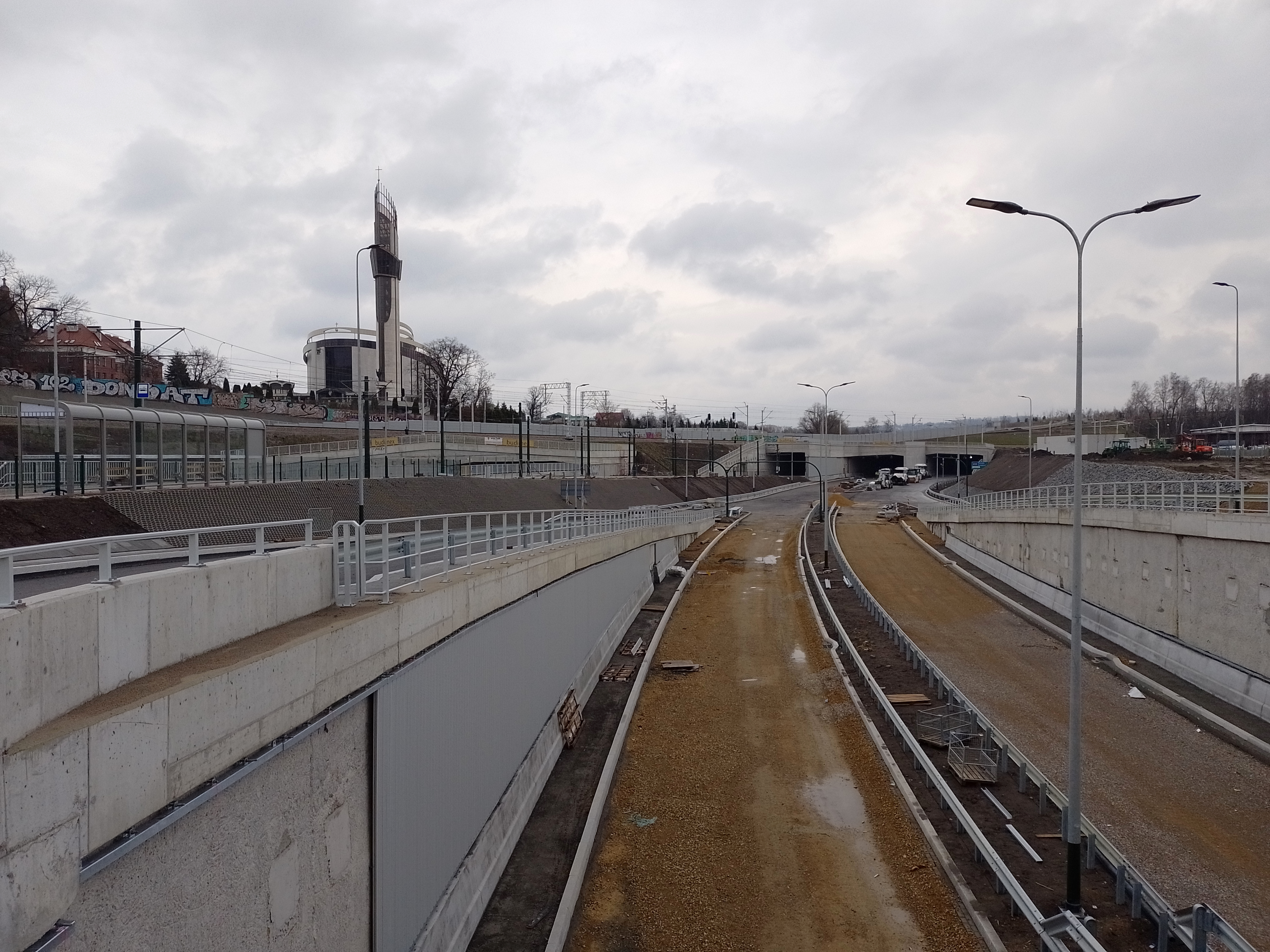
Будівництво траси Лагевніцка (2022)

Головним завданням третьої кільцевої Кракова є покращення зв'язку між усіма районами міста. Наразі існує лише половина із запланованих 30 км цієї об’їзної дороги. Існуюча ділянка на півночі Кракова складається переважно з трисмугових вулиць, з’єднаних естакадами. Південна ділянка — двосмугова вулиця з паралельною трамвайною колією.
Найдорожчим відсутнім елементом є кількакілометровий тунель під пагорбом Св. Броніслава. Також планується будівництво естакади в районі водосховища Багри та тунелю під річкою Вісла.

### Календар
У листопаді 2011 року було завершено реконструкцію Рондо Жертв Катині , яка перетворила її на трирівневе перехрестя з естакадою у напрямку Конрада–Радзіковського та тунелем у напрямку Ясногурська–Армії Крайової.
У березні 2017 року кредит у розмірі бл. 700 мільйонів злотих на будівництво траси Лагєвніцка (Łagiewnicka) та обрано підрядника траси.
22 лютого 2018 року розпочалося будівництво траси Лагєвніцка – початкова дата завершення була визначена на кінець 2020 року.
У вересні 2020 року компанія Trasa Łagiewnicka підписала угоду на розробку документації для будівництва траси  Звежинецька та Піховицька. Згідно з цією угодою, підрядник має отримати екологічне рішення щодо інвестицій протягом 37 місяців . Запланований термін введення в експлуатацію трас Звежинецька та Піховицька – 2030 рік.
У травні 2021 року оголошено тендер на розробку багатоваріантної та багатогалузевої концепції будівництва траси Цєпловнича, включно з отриманням рішення про екологічні умови.
У липні 2021 року оголошено тендер на розробку концепції будівництва траси Новобагрова; Кінцевим терміном подання пропозицій було встановлено 19 серпня.
Восени 2021 року було завершено тендер на розробку концепції будівництва траси Цєпловнича та укладено угоду з Fehlings Krug Polska.
У січні 2022 року було завершено тендер на розробку багатоваріантної та багатогалузевої концепції будівництва траси Новобагрова та укладено угоду з Fehlings Krug Polska, яка запропонувала менше 1,9 млн злотих для реалізації завдання. На розробку концепції та отримання екологічного рішення у підрядника є 23 місяці, тобто до кінця 2023 року.
27 серпня 2022 року трасу Лагевніцка відкрили для автомобільного руху. Рух трамваїв розпочато 29 серпня 2022 року . Інвестиції зустріли критику з боку деяких міських рухів і кліматичних активістів. Опоненти, серед іншого, зазначають: до великих витрат на будівництво маршрутів і просування індивідуального транспорту за рахунок громадського .
Наприкінці серпня 2023р. громадські консультації з питань трас Звежинецька та Пиховицька. Згідно з припущеннями, проїзні частини доріг під річкою Вісла будуть побудовані у вигляді глибокого тунелю, пробитого щитовим методом.
Лютий 2024 р. – розпочато роботу з підготовки програмної концепції трас Новобагрова та Цєпловнича. У роботі представлено 4 різних варіанти маршруту.
Лютий 2025 р. – завершення роботи над програмною концепцією трас Звежинецька та Пиховицька; ці дороги проходитимуть у тунелях, між іншим під річкою Віслою та пагорбом Св. Броніслава .
заплановані заходи:
2028 – Початок будівництва трас Звежинецька та Пиховицька
2030 р. – Початок будівельних робіт на трасі Новобагрова.
2032/33 – Завершення будівельних робіт на трасах Звежинецька та Пиховицька 

### Список вулиць
Перелік вулиць, що входять до третьої кільцевої дороги (за годинниковою стрілкою):
- ul. Armii Krajowej (відрізок)
- національні дороги 7 (E77) i 79:
  - рондо Жертв Катині (Розв'язка 2011)
  - ul. Josepha Conrada
  - ul. Opolska (з тунелем під Trasą Wolbromską та трасою КШТ до Górki Narodowej)[5]
- національна дорога 79:
  - естакада ім. ген. Тадеуша Розвадовського (im. gen. Tadeusza Rozwadowskiego) над Алея 29 листопада (Aleją 29 Listopada) (2001)
  - ul. Lublańska
  - естакада im. gen. Mateusza Iżyckiego над рондо Полсаду (Rondo Polsadu) (2007)
- Aleja gen. T. Bora-Komorowskiego
- ul. I. Stella-Sawickiego
- Rondo Dywizjonu 308
- есткада над Rondem Dywizjonu 308 та ul. Centralną (планується)
- ul. Nowohucka (відрізок)
- Траса Цєпловнича з мостом на Віслі або тунелем в Łęgu (планується)
- Траса Новобагрова з естакадою в районі заливу Багри (планується)
- ul. Nowosądecka
- ul. W. Witosa
- Траса Лагєвніцка (Łagiewnicka) з тунелем в околиці Санктуарій в Лагєвніках (відкрита 27 серпня 2022)[2]
- Траса Пиховицька з Мостом Пиховицьким або тунелем під Віслою (в ході концептуальних та проектних робіт)
- Траса Звежинецька з тунелем під пагорбом Св. Броніслава (в ході концептуальних та проектних робіт)

### Перелік транспортних розв'язок (вузлів)
- Розв'язка Жертв Катині (Ofiar Katynia)
- Розв'язка Вольбромскі (Wolbromski) (будується)
- Розв'язка Імбрамовський (Imbramowski)
- Розв'язка Полсаду (Polsadu)
- Розв'язка Містжейовіце (Mistrzejowice) (планується будівництво естакади)
- Розв'язка Чижини ім. ген. Людмила Райського (Czyżyny im. gen. Ludmiła Rayskiego)
- Розв'язка Дивізіону 308 (Dywizjonu 308) (планується будівництво естакади)
- Розв'язка Ленг (Łęg) (планується)
- Розв'язка Плашув (планується)
- Розв'язка Bagry (планується)
- Розв'язка Кабель (планується)
- Розв'язка Лагєвнікі (Łagiewniki)
- Розв'язка Сольвай (Solvay)
- Розв'язка Ручай (Ruczaj)
- Розв'язка Перегоржали (Przegorzały) (в ході концептуально-проектних робіт)
- Розв'язка Зажече (Zarzecze) (в ході концептуальних та проектних робіт)

## IV обійстя

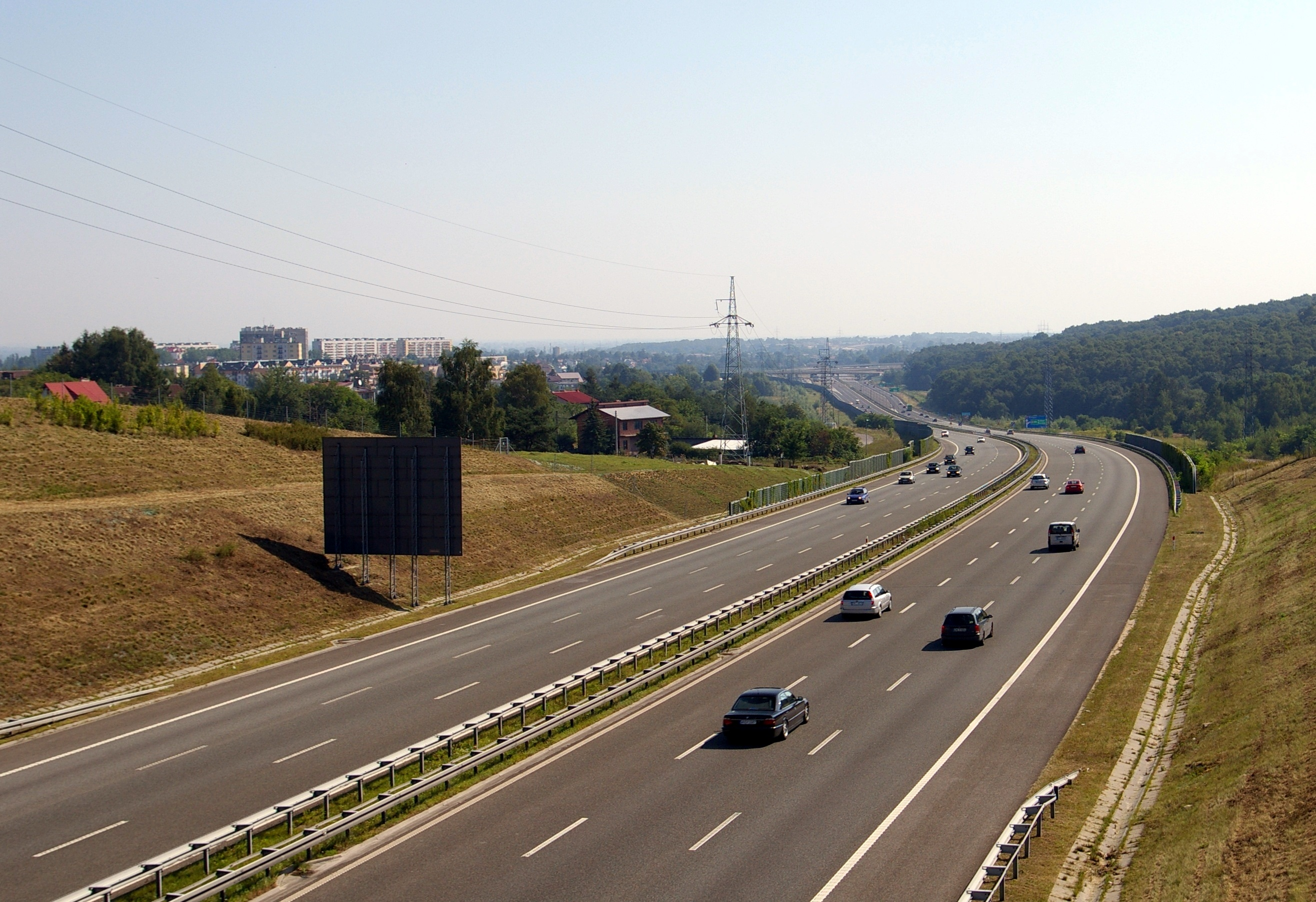
IV Краківське обійстя в Косочіце.

Четверта кільцева дорога відома як кільцева автомагістраль Кракова, оскільки більшу частину її існуючої ділянки становить автомагістраль А4. Ця ділянка на західній околиці міста є двосмуговою, а на південній – трисмуговою, північна – швидкісна траса S-52. Зараз триває будівництво східної ділянки кільцевої  – швидкісної дороги S-7. Станом на 2018 рік існувала приблизно половина  із запланованих 60 км цієї об’їзної дороги, через яку в кінцевому підсумку має проходити весь транзитний транспорт.

### Календар
У 2007–2008 роках відрізок від розв’язки Опатковіце до розв’язки Баліце I було відремонтовано з метою покращення стандарту дороги  .
Листопад 2008 р. – розпочато будівництво першої ділянки східної об’їзної дороги Кракова від розв’язки Бежанув до розв’язки Рибитви протяжністю 2,7 км  .
Вересень 2009 р. – оголошення двоетапного тендеру на будівництво другої ділянки східної об’їзної дороги (довжиною 4,4 км), що сполучає розв’язку Рибитви з розв’язкою Нова Гута, включно з будівництвом мосту через річку Вісла. Після оприлюднення переліку підрядників, допущених до другого етапу, консорціум висловив протест, оскільки не відповідає вимогам ГДДКіА  .
29 жовтня 2009 р. – У рамках будівництва ділянки автомагістралі А4 Краків-Шарув відкрито ділянку об’їзної дороги від розв’язки Величка до розв’язки Бежанув  .
Листопад 2010 р. – завершення будівництва першої ділянки східної об’їзної дороги Кракова від розв’язки Бежанув до розв’язки Рибитви протяжністю 2,7 км  .
8 червня 2011 року – відкрито новозбудовану ділянку північної об’їзної дороги від розв’язки Радзіковського до розв’язки Модльнічка .
2014 р. – відновлення тендеру на будівництво ділянки дороги S7 від розв’язки Нова Гута (колишня Іголомська) до розв’язки Рибитви (колишня Ботева) разом із будівництвом мосту через Віслу.
12 червня 2014 року обрано найвигіднішу пропозицію, подану на тендер. Його подав консорціум компаній Strabag Sp. z o. і Heilit+Woerner Sp. z o.
22 липня 2014 року ГДДКіА підписала угоду з консорціумом Strabag Sp. z o. і Heilit+Woerner Sp. z o. для реалізації розв’язки S7 Rybitwy – Nowa Huta  .
20 січня 2016 року видано екологічне рішення на будівництво північної об’їзної дороги міста. Цей маршрут завершить четверту кільцеву дорогу Кракова, з’єднуючи ділянку національної дороги № 94 від розв’язки «Модлниця» через райони гмін Велика Вєсь, Зеленкі та Краків до розв’язки «Новогуцького» на перехресті зі швидкісною дорогою S7. 
26 серпня 2016 року міністр інфраструктури та будівництва Анджей Адамчик підписав інвестиційну програму для північної об’їзної дороги Кракова (POK). Північна об’їзна дорога матиме по три смуги в кожному напрямку та становитиме 14,8 км (тобто 12,5 км нового будівництва та адаптації існуючої ділянки 2,3 км до параметрів швидкісної дороги)  . Він з’єднає розв’язку Modlniczka з розв’язкою Mistrzejowice, яка будується в рамках будівництва ділянки траси S7 від розв’язки Nova Huta до кордону Свєнтокшиського воєводства. Спочатку передбачалося, що датою завершення буде 2022 рік , але будівництво завершиться в жовтні 2024 року.
9 січня 2017 року підписано угоду про підготовку програмної концепції північного обходу Кракова (POK) по швидкісній дорозі S52 (термін виконання концепції – 13 місяців)   .
29 червня 2017 року введено в експлуатацію ділянку східної об’їзної дороги (4,4 км), що сполучає розв’язку Рибитви з розв’язкою Нова Гута разом із новим мостом через річку Вісла.
21 грудня 2017 року оголошено тендер на будівництво північної об’їзної дороги міста . Вісім підрядників подали пропозиції, найдешевша з яких становила 1,3 млрд злотих .
13 листопада 2018 року підписано договір на будівництво північної об’їзної дороги міста. Загальна протяжність маршруту становить 14,8 км: у завдання входить будівництво 12,5 км нової дороги та адаптація існуючої ділянки протяжністю 2,3 км до параметрів швидкісної дороги  .
6 грудня 2019 року у зв’язку з інтенсивним рухом транспорту введено обмеження швидкості до 110 км/год у робочі дні з 8:00 до 16:00. 6 – 18, на ділянці між розв’язками Balice I та Kraków Południe .
У липні 2020р Розпочато будівництво північної об’їзної дороги Кракова по швидкісній трасі S52 . Роботи розраховані до 2023 року .
20 липня 2020 року розпочато будівництво 18-кілометрової ділянки швидкісної дороги S7 від розв’язки Kraków Nova Huta до розв’язки Widoma, яка на ділянці до розв’язки Kraków Mistrzejowice становитиме східну об’їзну дорогу міста.
7 грудня 2020 року ГДДКіА розірвало договір з підрядником Webuild (раніше Salini), відповідальним за будівництво траси S7. Це сталося через затримки реалізації інвестицій .
15 липня 2021 р було підписано угоду про продовження будівництва ділянки траси S7 з консорціумом компаній Gülermak і Mosty Łódź/  Новий підрядник має завершити будівництво на межі 2023 та 2024 років .
Лютий 2022 р. – на YouTube з’явився запис аналізу проекту розв’язки Містжейовіце та інтенсивності дорожнього руху в його районі, який показав, що на цьому розв’язці існує високий ризик заторів і зіткнень.
Травень 2022 р. – опубліковано аналіз трафіку, проведений Краківським технологічним університетом, який вказав на необхідність перепроектування двох сполучних доріг розв’язки Містжейовіце: сполучної дороги S7-S52 Північної об’їзної дороги Кракова (в напрямку від розв’язки Grębałów на захід до S52) та сполучної дороги від S52 POK до розв’язки Grębałów на S7.
23 грудня 2024 року – введено в експлуатацію швидкісну дорогу S52 : північний обхід Кракова від розв'язки Modlnica до розв'язки Містжейовіце .
заплановані заходи:
- Грудень 2025:
  - відкриття ділянки дороги S7 від розв’язки Нова Гута до розв’язки Grębałów (без розв’язки) [24].

- Червень 2026:
  - завершення швидкісної дороги S7 (розв’язка Mistrzejowice – розв’язка Nowa Huta) [23] [24].

### Перелік транспортних розв'язок

розв'язка Лагєвнікі

Перелік розв'язок на IV кільці (за годинниковою стрілкою):
| Траса              | Номер дороги | Назва розв'язки                                | Стан/Прим.                       |
| ------------------ | ------------ | ---------------------------------------------- | -------------------------------- |
| S7                 | S7           | Kraków Mistrzejowice                           | будується                        |
| S7                 | 776          | Kraków Grębałów                                | будується                        |
| S7                 | 79           | Краків Нова Гута (Краків) (Kraków - Nowa Huta) | існує                            |
| S7                 |              | Kraków Rybitwy                                 | існує                            |
| A4 · E40           | S7           | Kraków Bieżanów                                | існує                            |
| A4 · E40 · S7      | 79           | Краків Величка (місто) (Kraków - Wielicka)     | існує                            |
| A4 · E40 · S7      |              | Kraków Łagiewniki                              | існує                            |
| A4 · E40 · 7 · E77 | S7           | Kraków Południe                                | існує                            |
| A4 · E40 · 7 · E77 | 44           | Краків Скавіна (гміна) (Kraków - Skawina)      | існує                            |
| A4 · E40 · 7 · E77 |              | Краків Тинець (Краків) (Kraków - Tyniec)       | існує                            |
| A4 · E40 · 7 · E77 | 780          | Краків Бєляни (Краків) (Kraków - Bielany)      | існує                            |
| A4 · E40 · 7 · E77 | 774          | Краків Балиці (Kraków - Balice)                | існує; доїзд до аеропорту Балиці |
| A4 · E40           | S7 · 7 · E77 | Balice I                                       | існує                            |
| S7 · 7 · E77       | 79           | Modlniczka (Жонська) (Rząska)                  | існує                            |
| S7                 | 79           | Modlnica                                       | існує                            |
| S7                 | 794          | Зельонкі (Zielonki)                            | існує                            |
| S7                 | 7            | Венґжце (Węgrzce)                              | існує                            |
| S7                 |              | Батовиці (Batowice)                            | існує                            |